# پتریرودا
پتریرودا (به آلمانی: Petriroda) یک شهر در آلمان است که در گوتا واقع شده‌است. پتریرودا ۳۵۰ نفر جمعیت دارد.